# Hewitsonia bitjeana
Hewitsonia bitjeana är en fjärilsart som beskrevs av George Thomas Bethune-Baker 1915. Hewitsonia bitjeana ingår i släktet Hewitsonia och familjen juvelvingar. Inga underarter finns listade i Catalogue of Life.